# Orthopädisches Spital Speising

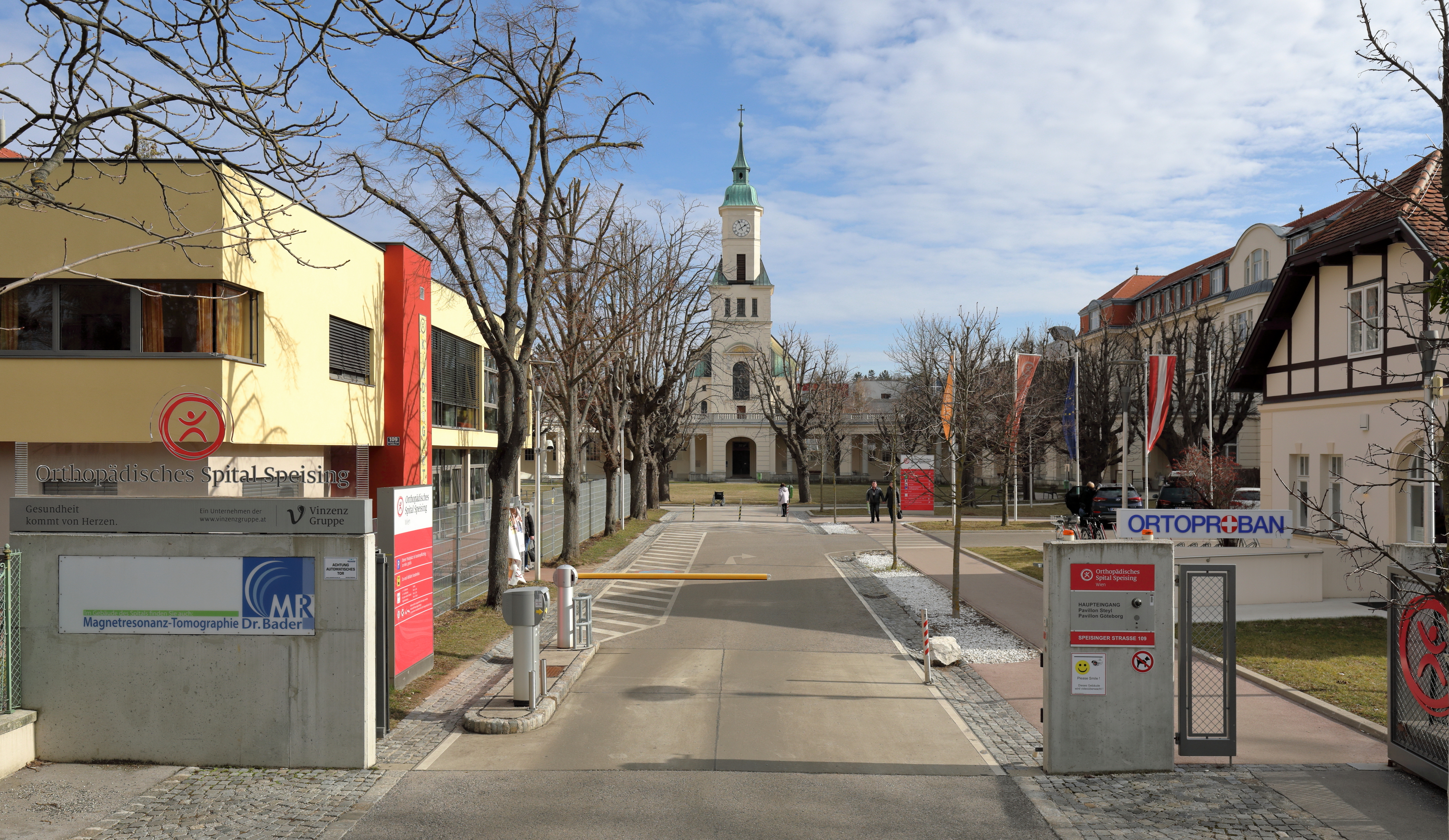
Einfahrtsbereich des Krankenhauses und im Hintergrund die Spitalskirche

Das Orthopädische Spital Speising ist ein von der Vinzenz Gruppe privat geführtes konfessionelles Krankenhaus in der Speisinger Straße 109 im 13. Wiener Gemeindebezirk Hietzing.
Inklusive eines Parks umfasst das Areal etwa 8 Hektar und liegt in der Katastralgemeinde Speising, in unmittelbarer Nachbarschaft des Neurologischen Krankenhauses Rosenhügel und des Bundesinstituts für Gehörlosenbildung am Rosenhügel. Das Spital verfügt über 280 Betten und beschäftigt rund 700 Menschen. Im Jahr 2012 wurden ca. 37.000 Menschen ambulant und 17.000 stationär behandelt.

## Geschichte

### Gebäude

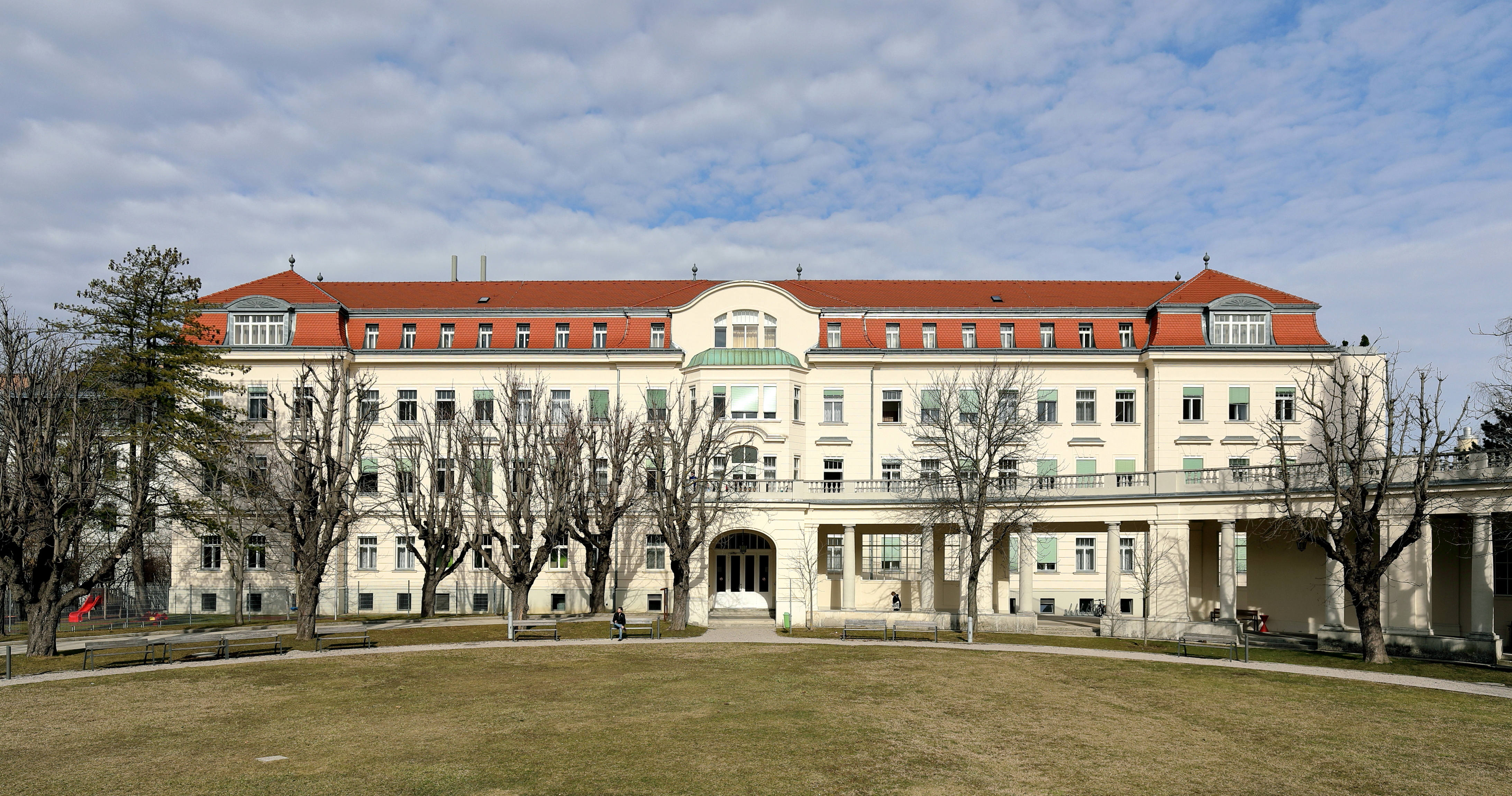
Der Göteborg-Pavillon

Die von 1908 bis 1910 erbaute Erziehungsanstalt der Schulbrüder in der Speisinger Straße 109 wurde bereits 1913 als Waisenhaus und Taubstummenanstalt umgestaltet. Diese Funktion hatte es bis 1938 inne, dann mussten die Schulbrüder ihre Tätigkeit einstellen. Die Nationalsozialisten übereigneten das Gebäude dem Land Niederösterreich und planten, hier eine Nationalpolitische Erziehungsanstalt einzurichten, doch während des Zweiten Weltkriegs wurde es als Lazarett verwendet. 1947 beschloss der niederösterreichische Landtag, es angesichts der Notzeit mit zwei Abteilungen (Tuberkulose- und Kinderkrankenhaus mit angeschlossener Pflegerinnenschule) wieder aufzubauen. Entscheidende Hilfe dazu kam aus Schweden. Die in Göteborg ansässige Europahilfe brachte die gesamte Einrichtung für das Kinderspital auf, weshalb es Göteborghaus genannt wurde. Die Eröffnung des Krankenhauses erfolgte am 3. Juni 1949.
Das in Mödling seit 1882 bestehende Gemeindekrankenhaus (später Bezirkskrankenhaus) wurde nach der während der NS-Diktatur erfolgten Eingemeindung Mödlings nach Groß-Wien ein städtisches Krankenhaus. Nach der Rückgliederung Mödlings nach Niederösterreich wurde das Spital von Mödling ein niederösterreichisches Landeskrankenhaus, dem man das Speisinger Institut aus wirtschaftlichen und organisatorischen Gründen anschloss. Untergebracht war vorerst die Infektionsabteilung. Mit dem schrittweise erfolgten Ausbau des Landeskrankenhauses Mödling wurden Abteilungen aus Speising abgezogen, bis 1969 die Übersiedlung abgeschlossen war.

### Orthopädisches Spital

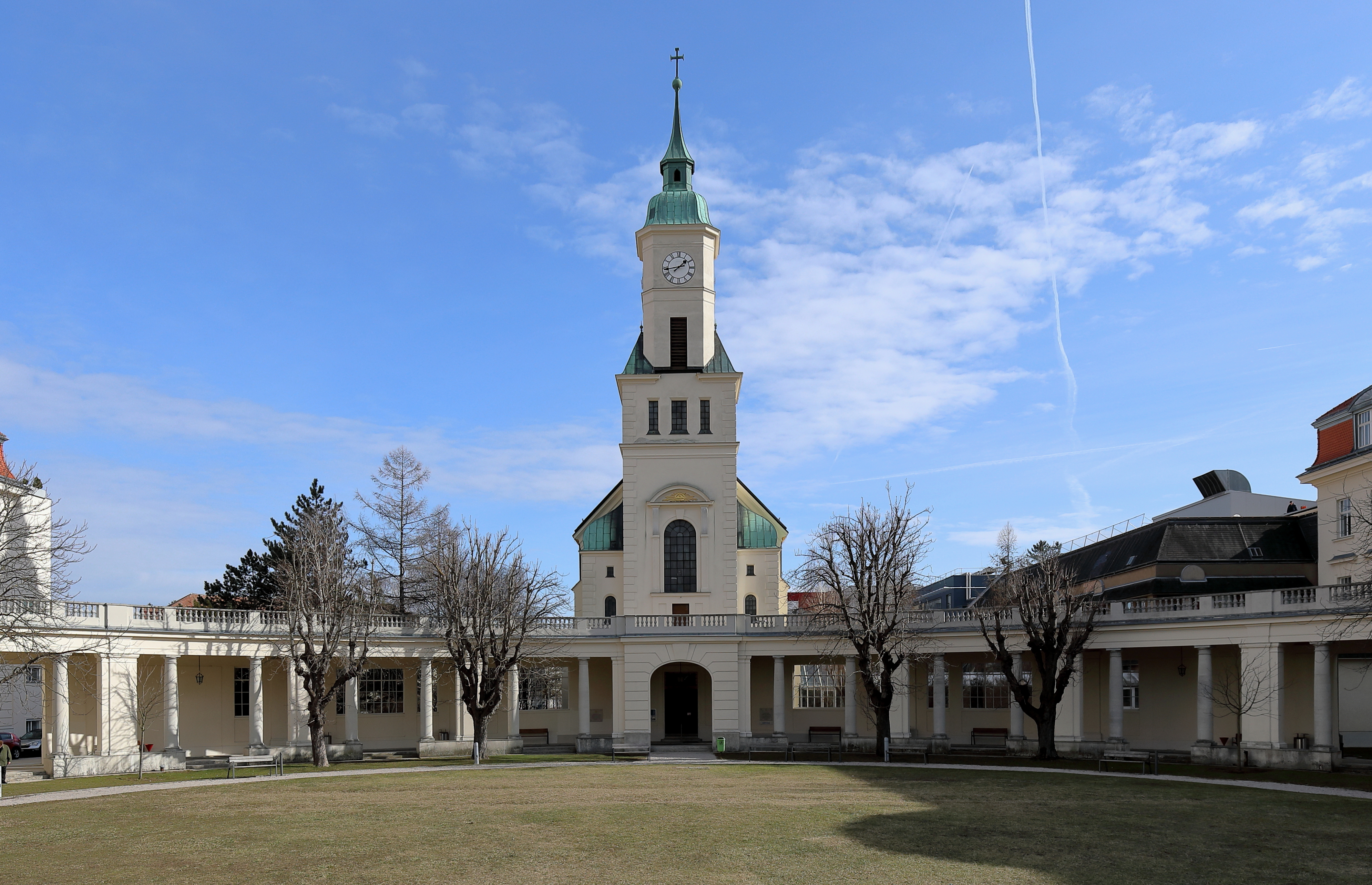
Spitalskirche Speising

Das Orthopädische Spital wurde 1915 von Hans Spitzy, einem der führenden Orthopäden der damaligen Zeit, als Klinik für die Versorgung und Wiedereingliederung von Kriegsversehrten in der Gassergasse 44–46 (einem von Ernst Lichtblau errichteten und heute als Schule genutzten Gebäude) im 5. Wiener Gemeindebezirk Margareten gegründet.
1917 übernahm die Ordenskongregation Dienerinnen des Heiligen Geistes zunächst die Pflegeleitung und 1933 die Leitung des gesamten Krankenhauses, das sich heute noch als geistliches Krankenhaus versteht. 1999 übernahm die Vinzenz Gruppe die Leitung.
Während des Zweiten Weltkriegs wurde das Spitalsgebäude so schwer durch Fliegerbomben beschädigt, dass eine Übersiedlung notwendig wurde. Daher erfolgte 1945 die Verlegung in jenen Trakt der Hofburg, den heute die Österreichische Nationalbibliothek einnimmt. Die durch den Rückzug des Krankenhauses Mödling aus Speising frei werdenden Räumlichkeiten übernahm ab 1956 das Orthopädische Spital.
Von Primarius Doktor Johann Bösch wurde 1972 die Abteilung für Kinder- und Jugendorthopädie als einzige derartige Abteilung in Österreich gegründet.
Das Spital ist geschichtlich auch sehr stark mit zwei Doyens der österreichischen Orthopädie verknüpft: Mit Prof. Hans Tilscher, der 1971 die erste Abteilung für Konservative Orthopädie im deutschsprachigen Raum gründete und dem Kinderorthopäden Prof. Franz Grill, welcher von 1988 bis 2014 die ärztliche Leitung der Klinik überhatte.
Am 5. September 2003 wurde ein Zubau mit sechs neuen Operationssälen eröffnet, in denen zuletzt pro Jahr rund 7.000 Operationen durchgeführt wurden.

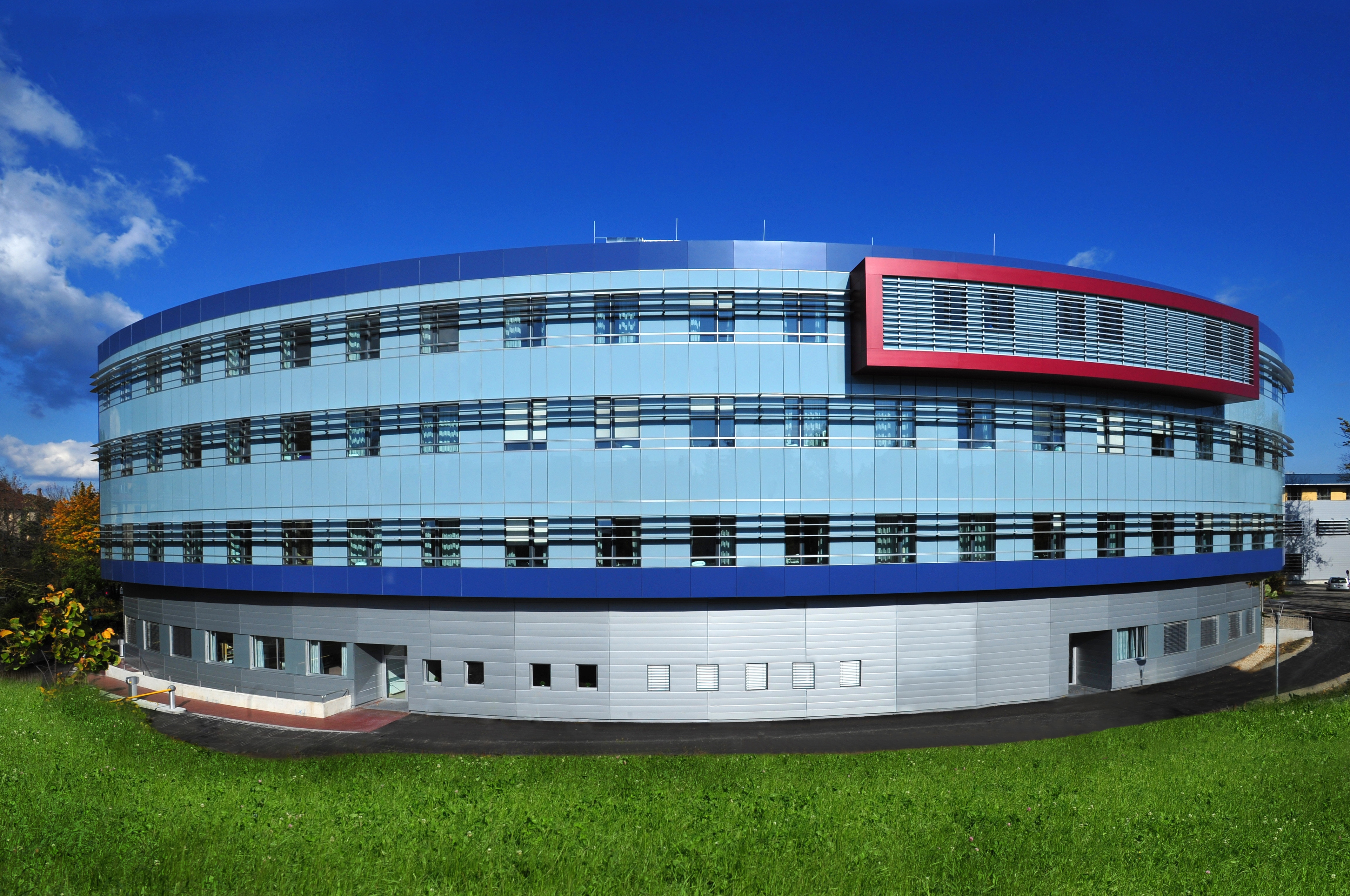
Der Neubau zum "Steyler Pavillon" des Orthopädischen Spitals Speising

Im Jahr 2008 wurde ein 8000 Quadratmeter großer Zubau zum "Steyler Pavillon" (ehemals Pavillon 1) eröffnet. Dieser, benannt nach dem in den Niederlanden befindlichen Mutterhaus der Schwestern, Steyl, beherbergt das Gros aller Bettenstationen, einen zentralen Anmelde- und Ambulanzschalter, sowie ein tageschirurgisches Zentrum mit drei vernetzten und hochmodernen Eingriffsräumen für kleinere orthopädische Eingriffe. Ein Großteil der Kosten für den Neubau wurde aus dem Budget der Stadt Wien finanziert. Im Oktober 2012 wurde ein weiterer Zubau eröffnet, der hauptsächlich die Sterilisationsstelle für Operationsinstrumente beherbergt. In dieser "Zentralsterilisation" werden die OP-Bestecke von allen fünf Wiener Krankenhäusern, die zur Vinzenz Gruppe gehören, gewaschen und sterilisiert.
Weitere bauliche Maßnahmen umfassten einen Ambulanz-Zubau und die flächenmäßige Erweiterung des Bereiches Aufwachraum und Intensivstation.
Seit dem Wintersemester 2007/2008 fungiert das Spital als Lehrkrankenhaus für Medizinstudenten des dritten Studienabschnitts der Medizinischen Universität Wien.
Das Orthopädische Spital Speising veranstaltet auch regelmäßig nationale und internationale Kongresse im 300 Personen fassenden "Prof.-Spitzy-Auditorium", den Firmen und Gesellschaften für ihre Fachveranstaltungen anmieten können.

## Ausstattung
Das Orthopädische Spital Speising verfügt über ungefähr 280 Betten. Etwa 150 Ärzte und 300 Pflegepersonen arbeiten hier.
- Abteilungen:

I. Orthopädische Abteilung
II. Orthopädische Abteilung
Abteilung für Wirbelsäulenchirurgie (Teil des Wirbelsäulenzentrums Wien-Speising)
Abteilung für Konservative Orthopädie (Teil des Wirbelsäulenzentrums Wien-Speising)
Abteilung für Kinderorthopädie und Fußchirurgie
Institut für Physikalische Medizin und Orthopädische Rehabilitation
Abteilung für Anästhesiologie und Intensivmedizin
Institut für Radiologie Abteilung für Akutgeriatrie
- Ambulanzen:

Ambulanz der I. Orthopädischen Abteilung
Ambulanz der II. Orthopädischen Abteilung
Wirbelsäulenambulanz
Ambulanz für orthopädische Schmerztherapie
Ambulanz des Institutes für Physikalische Medizin und Orthopädische Rehabilitation
Fußambulanz
Handambulanz
Sportambulanz
Neurogenetische Ambulanz
Neuroorthopädische Ambulanz
Ambulanz für Operationsvorbereitung
Osteoporose-Ambulanz
- Spezialambulanzen für Kinder:

Allgemeine Kinderambulanz
Handambulanz für Kinder
Beinverlängerung, Deformitätenkorrektur, Rekonstruktionen
Skoliose- und Wirbelsäuleambulanz
Ultraschalluntersuchung der Säuglingshüfte
Klumpfuß-, Ponseti-, Gips-Klinik für Neugeborene
Neuroorthopädische Ambulanz
Neurogenetische Ambulanz
Osteogenetische Ambulanz
Ambulanz für Operationsvorbereitung
- Labor für Gang- und Bewegungsanalyse
- Zelllabor (Forschungseinrichtung)
- Magnetresonanztomographie

## Wiener Heilstättenschule
In dem vor allem für kriegsinvalide Soldaten gedachten Spital wurden auch Kinder aufgenommen und so regte Hans Spitzy 1917 an, diese Patienten zu unterrichten. Der kriegsversehrte Lehrer Hans Radl übernahm diese Aufgabe und so wurde das Orthopädische Spital zum Ausgangspunkt der Wiener Heilstättenschule.

## C E O P S - Center of Excellence for Orthopaedic Painmanagement Speising
CEOPS ist ein Verein zur wissenschaftlichen Erforschung von Schmerzzuständen und Funktionsstörungen des Bewegungsapparates und des Stützsystems. Sitz des Vereins ist das Orthopädische Spital Speising.
CEOPS setzt sich zusammen aus dem
- Verein zur wissenschaftlichen Erforschung von Schmerzzuständen und Funktionsstörungen des Bewegungs- und Stützsystems, dem
- Stationären Bereich und dem
- derzeit in Planung befindlichen Ambulanten Bereich.